# Chiesa di San Giorgio Martire (Bovegno)
La chiesa di San Giorgio Martire, detta anche chiesa di San Giorgio in Castello o solo chiesa di San Giorgio, è la parrocchiale di Bovegno, in provincia e diocesi di Brescia; fa parte della zona pastorale dell'Alta Val Trompia.

## Storia
Nel V secolo nacque la primitiva pieve di Bovegno, una delle tre della Valtrompia, che esercitava la sua influenza dal passo del Maniva sino alla stretta di Brozzo, territorio in cui ricadevano le chiese di Cimmo, Collio, Lavone, Pezzaze, Pezzoro, Irma, Magno, Marmentino, Memmo e Ville di Marmentino.
Questo luogo di culto, forse dapprima ubicato in località Piano e dedicato all'Assunzione di Maria, venne poi trasferita nel castello, di cui erano feudatari i signori Confalonieri.
Nel 1123 fu edificata la nuova pieve da parte di Martino Ubaldo e grazie al contributo economico di molti paesi dell'alta valle.
Questo luogo di culto, in stile romanico, venne demolito nel 1728 per far posto alla nuova parrocchiale, i cui lavori di costruzione presero avvio il 10 maggio del medesimo anno; la chiesa neoclassica, disegnata da Carlo Bianchi e Gianmaria Cetti, fu portata a termine nel 1737 e consacrata 18 giugno 1780 dal vescovo di Brescia Giovanni Nani.
Nella seconda metà degli anni sessanta si procedette all'esecuzione dell'adeguamento liturgico secondo le usanze postconciliari mediante l'aggiunta dell'altare rivolto verso l'assemblea.

## Descrizione

### Esterno
La facciata della chiesa, che volge a occidente, è suddivisa da una cornice marcapiano aggettante in due registri, entrambi scanditi da lesene con capitelli ionici: quello inferiore, leggermente più largo, presenta centralmente il portale d'ingresso con coronamento mistilineo e ai lati due nicchie contenenti le statue dei Santi Gregorio Magno e Girolamo, mentre quello superiore, terminante con il timpano triangolare, è caratterizzato da altre due nicchie con le statue dei Santi Agostino e Ambrogio.
Annesso alla parrocchiale è il campanile in pietra a base quadrata, la cui cella presenta su ogni lato una monofora a tutto sesto ed è coronata dalla guglia piramidale poggiante sul tamburo.

### Interno

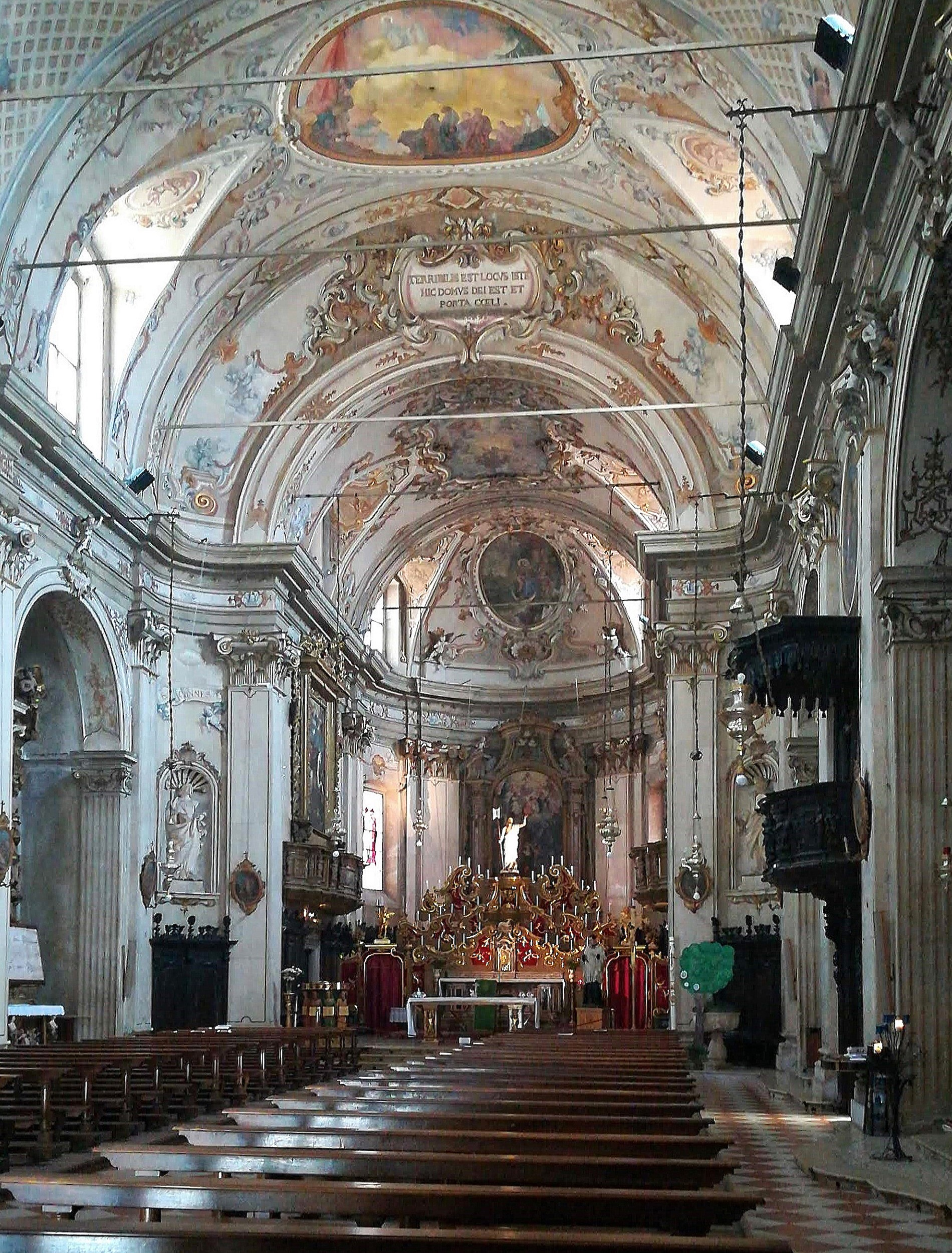
L'interno

L'interno dell'edificio si compone di un'unica navata, sulla quale si affacciano le cappelle laterali, introdotte da archi a tutto sesto, e le cui pareti sono scandite da lesene sorreggenti la trabeazione modanata e aggettante sopra la quale si imposta la volta a botte; al termine dell'aula si sviluppa il presbiterio, rialzato di alcuni gradini e chiuso dall'abside di forma semicircolare.
Qui sono conservate diverse opere di pregio, tra le quali l'altare laterale dell'Immacolata, impreziosito da una tela di Angelo Paglia, la pala con soggetto il Martirio di San Giorgio, variamente attribuita a Paolo Farinati, a Giovanni Andrea Bertanza o a Paolo Veronese, l'affresco che rappresenta l'Apparizione della Madonna, datato 1737, i tre medaglioni con le raffigurazioni dei Santi Antonio Abate, Francesco d'Assisi, Barbara, firmate da Vittorio Trainini, e la tela ritraente i Santi Nicola da Tolentino e Antonio da Padova, realizzata da Giovanni Vannucci nel 1682.